# Забияко, Андрей Павлович
Андре́й Па́влович Забия́ко (род. 1 октября 1961 года, Благовещенск, СССР) — российский религиовед, специалист в области антропологии религии, методологических основ религиоведения, этнорелигиозных и этнокультурных традиций. Создатель семантической концепции религиозного сознания. Доктор философских наук (1998), профессор. Главный редактор научно-теоретического журнала «Религиоведение». Один из авторов энциклопедии «Культурология. Век XX», автор и научный редактор энциклопедического словаря «Религиоведение» и «Энциклопедии религий». Заслуженный работник высшей школы Российской Федерации (2020). Лауреат премии ДВО РАН имени академика А.И. Крушанова 2025 г. за монографию "Петроглифы Амура".

## Биография
Родился 1 октября 1961 года в городе Благовещенск Амурской области.
В 1983 году окончил Благовещенский государственный педагогический институт по специальности «история».
В 1989 году окончил аспирантуру по кафедре философии религии и религиоведения философского факультета МГУ имени М. В. Ломоносова и защитил диссертацию на соискание учёной степени кандидата философских наук по теме «Психология восточных религий (на материалах сравнения религий древней Индии и христианства)» (специальность 09.00.06 — научный атеизм).
С 1990 по 1995 годы — заведующий кафедрой культурологии Благовещенского государственного педагогического института.
В 1998 году окончил докторантуру по кафедре философии религии и религиоведения философского факультета МГУ имени М. В. Ломоносова и защитил диссертацию на соискание учёной степени доктора философских наук по теме «Категория святости (философско-религиоведческий анализ)» (специальность 09.00.06 — философия религии.
Ныне — заведующий кафедрой религиоведения и истории факультета международных отношений Амурского государственного университета, ведущий научный сотрудник Института археологии и этнографии СО РАН, заведующий лабораторией археологии и антропологии Амурского государственного университета, руководитель Амурской антропологической экспедиции.
Читает курсы лекций — «История религии», «Психология религии», «Сравнительное религиоведение», «История восточных религий», «Феноменология религии», «Археология Дальнего Востока», «Этнография Дальнего Востока», другие.
В 2001 году выступил в качестве одного из создателей научного-теоретического журнала «Религиоведение» и стал его главным редактором, наряду с профессором А. Н. Красниковым.
С 2001 года — член Совета по взаимодействию с религиозными организациями при губернаторе Амурской области.
С 2017 года — член Экспертного совета исследователей религии при кафедре государственно-конфессиональных отношений РАНХиГС по Дальневосточному федеральному округу.
Автор более 150 научных работ, опубликованных в России, США, Китае, Франции, Чехии, Польше, Испании.

## Научная деятельность
В область научных интересов А. П. Забияко входят архаические религии Дальнего Востока, сравнительное изучение религий Запада и Востока, этнорелигиозные взаимодействия, теоретико-методологические вопросы современного религиоведения.
А. П. Забияко исследует вопросы философии языка религии, а также занимается сравнительным религиоведением, историей и методологией религиоведения. Большое внимание уделяется сравнительному изучению категорий религиозного сознания, особенностям этнорелигиозных традиций Запада и Востока. А. П. Забияко обосновал семантическую концепцию религиозного сознания, благодаря чему появился новый метод изучения и истолкования категориального состава религий. Суть данной концепции заключается в том, что религиозное сознание отличается от иных форм сознания не особым способом отражения (как, например, «фантастического», «превратного») и не особым объектом отражения (как, например, «область сверхъестественного»), а прежде всего именно «характером интенциональности» (по Мартину Хайдеггеру). «Особые способы схватывания признаков в смысловые целостности формируют в сознании религиозные категории — семантические целостности, которые в мысленном содержании сознания задают наиболее общие и существенные религиозные значения». Содержание интенциональности и особенные способы схватывания определяются совокупностью психологических, гносеологических и социокультурных факторов. Язык, при взаимодействии с сознанием, «как порождающая система (как energeia, в терминах Александра Гумбольдта)», является ещё одной важной причиной складывания «смысловой нагрузки религиозных категорий».

## Переводческая деятельность
А. П. Забияко является переводчиком извлечений из трудов Люсьена Леви-Брюля, Нюма-Дени Фюстеля де Куланжа, Эрнеста Ренана, которые вышли в серии «Классики мирового религиоведения» (М., 1996—1998). А также монографии Мориса Годелье и статьи Франца Боаса.

## Научные труды

### Монографии
на русском языке
- Забияко А. П. История древнерусской культуры. — М., 1995
- Забияко А. П. Категория святости. Сравнительное исследование лингворелигиозных традиций. — М., 1998
- Забияко А. П. Религиоведение. Хрестоматия. — М., 2000
- Забияко А. П. Введение в общее религиоведение. — М., 2001.
- Забияко А. П. Начала древнерусской культуры. — М., 2002;
- Забияко А. П. История религии. — Т.1. — М., 2002
- Забияко А. П. Словарь философских терминов. — М., 2004.
- Аниховский С. Э., Болотин Д. П., Забияко А. П., Пан Т. А. «Маньчжурский клин»: история, народы, религии / Под общ. ред. А. П. Забияко. — Благовещенск: Амурский гос. ун-т, 2005.
- Сердюков Ю. М., Тюрина Ю. Л., Забияко и др. Современные контексты магии, религии и паранауки. — М.: Academia, 2008. — 272 с.
- История Амурской области с древнейших времен до начала XX века / Под ред. А. П. Деревянко, А. П. Забияко. — Благовещенск, 2008. — 424 с.
- Забияко А. П., Кобызов Р. А., Понкратова Л. А. Русские и китайцы: этномиграционные процессы на Дальнем Востоке / Под. ред. А. П. Забияко. — Благовещенск, 2009. — 412 с.
- Забияко А. П., Воронкова Е. А., Лапин А. В., Пратына Д. А. и др. Киберрелигия: наука как фактор религиозных трансформаций / Под ред. А. П. Забияко. — Благовещенск: Амурский гос. ун-т, библиотека журнала «Религиоведение», 2012. — 208 с.
- Забияко А. П., Аниховский С. Э., Воронкова Е. А., Забияко А. А., Кобызов Р. А. Эвенки Приамурья: оленная тропа истории и культуры / Под ред. А. П. Забияко. — Благовещенск, 2012. — 385 с., илл.
- Забияко А. П., Ван Цзяньлинь Наскальные изображения Северо-Восточного Китая. — Благовещенск: Амурский государственный университет, 2015. — 310 с.
- Забияко А. А., Забияко А. П., Левошко С. С., Хисамутдинов А. А. Русский Харбин: опыт жизнестроительства в условиях дальневосточного фронтира / Под ред. А. П. Забияко. — Благовещенск: Амурский государственный университет, 2015. — 462 с., илл.
- Забияко, А. П., Беляков А. О., Гаврилов С. С., Конталева Е. А., Родионова К. И. Этнокультурный атлас Приамурья. / Под ред. А. П. Забияко. — Благовещенск: Амурский государственный университет, 2016. — 166 с.
- Забияко А. П., Беляков А. О., Воронина А. С., Завадская Е. А., Зиненко Я. В., Конталёва Е. А., Матющенко В. С., Пелевина О. В., Родионова, К. И., Чирков Н. В. Народы и религии Приамурья / Под ред. А. П. Забияко. — Благовещенск: Амурский государственный университет, 2017. — 424 с.
- Забияко А. П., Забияко А. А. Русские Трёхречья: основы сохранения этнической самобытности. — Новосибирск: Изд-во ИАЭТ СО РАН.
- Албазинский острог: История, археология, антропология народов Приамурья / отв. ред. А. П. Забияко, А. Н. Черкасов. — Новосибирск: Изд-во ИАЭТ СО РАН, 2019. — 348 с. 2017. — 340 с., илл.
- Забияко А. П., Забияко А. А., Эфендиева Г. В., Киричков И. В., Конталева Е. А., Цмыкал О. Е., Левошко С. С., Цзюй Вэй, Цзюй Куньи, Зиненко Я. В., Землянская К. А., Абеленцев В. Н. Легенды старого Харбина. Исторический путеводитель / Под ред. А. П. Забияко. — Благовещенск: Изд-во Амурского госуниверситета, 2022. — 186 с., илл.
- Забияко А. П., Коваленко С. В., Комарова Н. А., Волков Д.П. А. Я. Гуров — первый амурский археолог: вехи судьбы и коллекции / Под ред. А. П. Забияко. — Благовещенск: Изд-во Амурского госуниверситета, 2022. — 230 с., илл.
- Тунгусо-маньчжурские народы Сибири и Дальнего Востока. Эвенки. Эвены. Негидальцы. Уильта. Нанайцы / Отв. ред. Л. И. Миссонова, А. А. Сирина. — М.: Наука, 2022. — 1031 с.
- Археология и этнография Приамурья / Забияко А. П., Ван Цзюньчжэн, Д. П. Волков, А. А. Забияко, Я. В. Зиненко, С. В. Коваленко, Е. А. Конталева, В. Е. Медведев, М. А. Миронов, С. П. Нестеров, О. В. Пелевина, А. В. Табарев, Н. В. Чирков, Ван Шуай. Отв. ред. А. П. Забияко. — Новосибирск, Изд-во Института археологии и этнографии СО РАН, 2023. — 423 с.

Забияко А.П. Петроглифы Амура. – Новосибирск: Изд-во ИАЭТ СО РАН, 2024. – 600 с.
на других языках
- Nomadismes d’Asie central et septentrionale. Sous la direction de Ch. Stepanoff, C. Ferret, G Lacaze, J. Thorez. — Paris: Armand Colin, 2013. — 288 p.
- Zabiyako Andrey P., Zabiyako Anna A., Zavadskaya Eugenia A. Reindeer Trail: History and Culture of the Amur Evenks / Ed. By A. P. Zabiyako. — Blagoveschensk: Amur State University Publishing, 2017. — 260 p.
- A.P.扎比亚科、王健霖、王禹浪 著：《西伯利亚与黑龙江流域岩画》，王健霖、[俄] E.A.孔塔列娃 译，大连：辽宁师范大学出版社，2023. Забияко А. П., Ван Цзяньлинь, Ван Юйлан. Наскальные изображения Сибири и бассейна Хэйлунцзян (Амур) / пер. Ван Цзяньлинь, Конталева Е. А. — Далянь: Издательство Ляонинского педагогического университета. 2023. — 580 p.

### Статьи
- Забияко А. П. Ролевая теория религии Я. Сундена // Современные зарубежные исследования в области философской теологии: Реферативный сб. — М., 1991.
- Забияко А. П. Сравнительное религиоведение: проблемы и перспективы // Вестник МГУ. Сер."Философия". — 1992. — № 2;
- Забияко А. П. Образ сакрального: Бог Ветхого Завета и Брахман Упанишад // Диспут. — 1992. — № 2;
- Забияко А. П. Образ сакрального: Бог Нового Завета и Бог Бхагавадгиты // Диспут. — 1992. — № 3.
- Забияко А. П. Психоанализ сакрального в работах Зигмунда Фрейда // Вестник МГУ. Сер."Философия". — 1995. — № 2.
- Забияко А. П. Сакральное как категория феноменологии религии М. Элиаде // Вестник Амурского университета. — 2000. — Вып.10.
- Забияко А. П. Религия славян // Основы религиоведения. — М., 2000.
- Забияко А. П. Феноменология и аксиология святого в философии религии М.Шелера. // Религиоведение. — 2001. — № 2.
- Забияко А. П., Красников А. Н. С. А. Токарев: традиции связующая нить. // Религиоведение. — 2002. — № 3.
- Забияко А. П. Сакральное как категория феноменологии религии М. Элиаде.// Религиоведение — 2002. — № 2.
- Забияко А. П. Кришна: многоликий образ «чёрного» бога. // Религиоведение. — 2003. — № 4.
- Забияко А. П. Программа курса «Сравнительное религиоведение». // Религиоведение. — 2003. — № 3
- Забияко А. П., Кобызов Р. А. Церковь сайентологии: краткая характеристика. // Религиоведение. — 2004. — № 2.
- Забияко А. П. Кофуцианская этика и дух бюрократизма: религии Китая в трактовке М.Вебера (предварительные замечания). // Религиоведение. — 2004. — № 1.
- Забияко А. П. Язычество: от религии крестьян до кибер-религии (статья первая). // Религиоведение. — 2005. — № 4.
- Забияко А. П. Язычество: от религии крестьян до кибер-религии (статья вторая). // Религиоведение. — 2006. — № 1.
- Забияко А. П. Язычество: от религии крестьян до киберрелигии (статья третья) // Религиоведение. — 2007. — № 1.
- Забияко А. П. Язычество: от религии крестьян до киберрелигии (статья четвёртая) // Религиоведение. — 2008. — № 4.
- Забияко А. П. Контуры религиоведческих разысканий А. Н. Веселовского. // Религиоведение. — 2005. — № 1.
- Забияко А. П. Мирча Элиаде: методология в контексте индивидуально-психологических и религиозных особенностей личности. // Религиоведение. — 2008. — № 1.
- Забияко А. П., Матющенко В. С. Исторические судьбы русских старообрядцев (рецензия на монографию) // Религиоведение. — 2009. — № 1. — С. 199—200.
- Нолл Ричард, Ши Кунь, Воронкова Е. А. , Забияко А. П. Последний шаман орочонов Северо-Восточного Китая. // Религиоведение. — 2009. — № 2. — С. 16 — 36.
- Забияко А. П. Пластичность религии вплоть до состояния пластита // Религиоведение. — № 2. 2010. — С. 153—163.
- Забияко А. П. Феноменология религии (статья первая) // Религиоведение. — № 4. — 2010. — С. 152—164.
- Забияко А. П. Феноменология религии (статья вторая) // Религиоведение. — № 1. — 2011. — С. 114—126.
- Забияко А. П. Феноменология религии (статья третья) // Религиоведение. — № 3. — 2011. — С. 88-95.
- Забияко А. П. Генезис и объект феноменологии религии // Вісник Прикарпатського університету. Філософські і психологічні науки.— 2011. — Вип. 15. — С. 134—140.
- Забияко А. П. Путунхуа китайской мифологии и религии в энциклопедии «Духовная культура Китая» // Философия религии: Альманах 2010—2011 / Отв. ред. В. К. Шохин / Философский факультет МГУ им. М. В. Ломоносова; Ин-т философии РАН. — М.: Восточная литература, 2011. ISBN 978-5-02-036485-1
- Забияко А. П. Порубежье как данность человеческого бытия // Вопросы философии. — 2016. — № 11. — С. 26‒36.
- Забияко А. П., Бацевич В. А., Лейбова Н. А., Маурер А. М., Пежемский Д. В., Гильмитдинова А. Х. Краткое сообщение о результатах работ Амурской антропологической экспедиции в 2016 г. // Вестник Московского университета. Серия Антропология. — 2016. — № 4. — С. 144—149.
- Черкасов А. Н., Забияко А. П., Хоменкер В. Р. Ангайский могильник — уникальный погребальный комплекс на Верхнем Амуре // V (XXI) Всероссийский археологический съезд. Сборник научных трудов. 2017. С. 1124—1125.
- Забияко А. П., Миронов М. А. Культовый комплекс Калиновка: основные результаты археологических исследований 2006—2014 гг. // Религиоведение. — 2017. — № 4. — С. 5-20.
- Забияко А. А., Забияко А. П. Маргинальные письменные тексты русских Трёхречья: частные истории формирования маргинальной этничности // Cuadernos de Rusística Española nº 13 (2017), 229—242.
- Забияко А. П., Ван Цзяньлинь. Петроглифы Северо-Восточного Китая: новые памятники и интерпретации // Археология, этнография и антропология Евразии. Том 45. — № 3. — 2017. — С. 69—78.
- Губина М. А., Орлов П. С., Бабенко Н. В., Забияко А. П., Иванощук Д. Е., Воевода М. И. Полиморфизм генов терморецепторов TRPV1 TRPA1 человека в популяциях Алтае-Саянского региона и Дальнего Востока // Генетика, 2018, т. 54, № 2. — С. 243—252.
- Забияко А. П. Полевые исследования Амурской антропологической экспедиции в 2015—2017 гг. // Этнография. — 2018. — № 2. — С. 197—204.
- Забияко А. П. Предельные основания религии // Вестник Санкт-Петербургского университета. Философия и конфликтология. — 2018. — Т. 34. — Вып. 4. — С. 624—635.
- Забияко А. П. Генезис религии: возникновение зоолатрии по материалам наскальных изображений // Религиоведение. — 2018. — № 4. — С. 5—25.

### Энциклопедии и словари
Культурология. Век XX. Энциклопедия.
- Забияко А. П. Сакральное // Культурология. Век XX. Энциклопедия. — Т. 2. — СПб., 1998.
- Забияко А. П. Сверхъестественное // Культурология. Век XX: Энциклопедия. — Т.2. — СПб., 1998.
- Забияко А. П. Элиаде Мирча // Культурология. Век XX: Энциклопедия. — Т. 2. — СПб., 1998.

Религиоведение. Энциклопедический словарь
- Забияко А. П. Сверхъестественное // Религиоведение: Энциклопедический словарь / Под ред. А. П. Забияко, А. Н. Красникова, Е. С. Элбакян. — М.: Академический проект, 2006. — 1256 с. — ISBN 5-8291-0756-2.
- Забияко А. П. Святое // Религиоведение: Энциклопедический словарь / Под ред. А. П. Забияко, А. Н. Красникова, Е. С. Элбакян. — М.: Академический проект, 2006. — 1256 с. — ISBN 5-8291-0756-2.
- Забияко А. П. Тунгусо-маньчжурская религия // Религиоведение: Энциклопедический словарь / Под ред. А. П. Забияко, А. Н. Красникова, Е. С. Элбакян. — М.: Академический проект, 2006. — 1256 с. — ISBN 5-8291-0756-2.

### Переводы
- Боас Ф. Развитие народных сказок и мифов // Социальные и гуманитарные науки на Дальнем Востоке. — 2014. — № 1 (41). — С. 29–34.
- Годелье М. Племена в истории и лицом к лицу с государствами. Перевод. Интервью. Исследование / Пер., предисл., иссл., общ. ред. А. П. Забияко. Пер. интервью О. Н. Кухаренко. — Благовещенск: Амурский гос. ун-т, 2014. — 194 с. — ISBN 978-5-93493-210-8.

### Интервью
- Андрей Забияко о конгрессе «Религия как фактор взаимодействия цивилизаций» // ГТРК «Амур», 10.10.2018
- Долгорук Ю. Отпечатки далекого прошлого // ГТРК «Амур», 01.08.2018
- Ярушевская Ю. Как живёте, эвенки? // АиФ Дальний Восток, выпуск 22 (695) от 30 мая 2012 г.